# 青年路街道 (长春市)
青年路街道，是中华人民共和国吉林省长春市绿园区下辖的一个乡镇级行政单位。

## 行政区划
青年路街道下辖以下地区：
银融社区、宇航社区、星驰社区、教师社区、东方社区、杨蒲社区、新竹社区、台北社区、铁西大街社区、铁客一社区、铁客二社区和铁客三社区。